# Тюрьма Айсис
Тюрьма Его Величества Айсис (англ. His Majesty’s Prison Isis) — исправительное учреждение для несовершеннолетних правонарушителей мужского пола категории C, расположенное в районе Темзмид Королевского боро Гринвич на юго-востоке Лондона, Англия. Тюрьма Айсис находится в ведении Пенитенциарной службы Его Величества и расположена рядом с тюрьмами Белмарш и Темсайд.

## История
В мае 2009 года Министерство юстиции заключило с Interserve контракт на сумму 110 миллионов фунтов стерлингов на проектирование и строительство новой тюрьмы под названием Isis (названной в честь альтернативного названия реки Темзы) на неиспользуемой территории внутри периметральной стены тюрьмы Белмарш. Новая тюрьма была построена в соответствии со стандартами безопасности категории B. В августе 2009 года строительную площадку новой тюрьмы эвакуировали после того, как подрядчики обнаружили предполагаемую бомбу времён Второй мировой войны. Тюрьма Айсис расположена на месте бывшего Королевского арсенала, и предполагаемая бомба оказалась пустой гильзой. В апреле 2010 года компания Interserve передала завершённую тюрьму Айсис, и вскоре после этого тюрьма начала функционировать.
В январе 2012 года в отчёте о проверке, подготовленном главным инспектором тюрем, критиковалось неисправное оборудование, использовавшееся в тюрьме. В отчёте также установлено, что сочетание нового и переведённого персонала создаёт проблемы в формировании хороших отношений между персоналом и заключёнными в тюрьме. Однако в отчёте хвалят услуги по реинтеграции в тюрьме, низкий уровень употребления наркотиков и поддержку заключённых, подверженных риску членовредительства. Месяц спустя заключённые Айсис заявили, что в тюрьме активно развивается бандитская культура. Начальник тюрьмы Айсис Грэм Хокинс признал, что банды были проблемой в тюрьме.

## Современное состояние
По праву исправительного учреждения для несовершеннолетних и тюрьмы категории C в Айсис содержатся мужчины-правонарушители в возрасте от 18 лет (максимального возраста нет). Размещение осуществляется в одно- и двухместных камерах в двух жилых блоках. В тюрьме также есть здание входа и центральный центр досуга (в котором размещаются учебная академия, изолятор и академия физкультуры). Однако в тюрьме нет стационарных медицинских учреждений.
Образование и профессиональная подготовка в тюрьме осуществляются в сотрудничестве с колледжем Кенсингтона и Челси. Курсы включают механику (ремонт мотоциклов), строительство, утилизацию отходов, ремонт велосипедов, парикмахерское дело, общественное питание, репрографию, телерадиовещание и медиаведение, ESOL (английский как второй или иностранный язык) и профессиональные исследования. 
В тюрьме Айсис есть центр для посетителей, которым управляет благотворительная организация Spurgeons. Комплекс для посещений состоит из главного зала, детской игровой площадки под присмотром, стойки с закусками и напитками, и торговых автоматов.